# Castello di Bonassola
Il castello di Bonassola è stato un edificio difensivo sito in vicolo chiuso dell'Orologio alle spalle del centro storico di Bonassola, nella Riviera spezzina in provincia della Spezia.

## Storia e descrizione
Le sempre più frequenti incursioni dei pirati barbareschi indussero il 23 febbraio del 1557 alla riunione degli abitanti di Bonassola, Montaretto e San Giorgio nella chiesa di Framura per discutere sull'erezione di una postazione di difesa comune. Un nuovo assalto dei pirati nel 1560 e ancora nel 1561 alla chiesa di San Giorgio gettarono definitivamente le basi per la costruzione di una torre presso la marina di Bonassola. Alla costruzione, o più specificatamente sul luogo di edificazione, dovette però intervenire direttamente il Senato della Repubblica di Genova con due incaricati da Genova poiché erano sorti dei contrasti tra le varie borgate.
Il 12 dicembre del 1561 la relazione sulla possibile edificazione del castello fu consegnata al Senato genovese che ne decise la costruzione su una collina alle spalle del borgo.
Nel corso del XIX secolo il castello, perduto l'originario scopo difensivo, fu trasformato in un piccolo cimitero. Una successiva trasformazione alla struttura fu necessaria nel 1963 durante lo spostamento a monte della ferrovia.
L'edificio si presenta ad oggi in forma quadrata con due torri circolari negli angoli e con l'orologio pubblico.